# Solanum vallis-mexici
Solanum vallis-mexici là loài thực vật có hoa trong họ Cà. Loài này được Juz. miêu tả khoa học đầu tiên năm 1937.